# Thury-Harcourt

Thury-Harcourt este o comună în departamentul Calvados, Franța. În 1 ianuarie 2018 avea o populație de 2.027 de locuitori.